# Ultimate aux Jeux mondiaux de 2013
Navigation
Kaohsiung 2009 Wrocław 2017
Les épreuves d'ultimate des Jeux mondiaux de 2013 ont lieu du 28 au 30 juillet 2013 à Cali (Colombie).

## Tableau des médailles
| Rang  | Nation     | Or | Argent | Bronze | Total |
| ----- | ---------- | -- | ------ | ------ | ----- |
| 1     | États-Unis | 1  | 0      | 0      | 1     |
| 2     | Australie  | 0  | 1      | 0      | 1     |
| 3     | Canada     | 0  | 0      | 1      | 1     |
| TOTAL | TOTAL      | 1  | 1      | 1      | 3     |